# Peter Kogge
Peter Michael Kogge (Washington, D.C., 3 de dezembro de 1946) é um cientista da computação estadunidense.
Kogge estudou engenharia elétrica na Universidade de Notre Dame, obtendo o título de bacharel em 1968, obtendo na Universidade de Syracuse o título de mestre em 1970. Obteve um doutorado em 1973 na Universidade Stanford. De 1968 a 1994 trabalhou na  IBM. É desde 1994 professor da Universidade de Notre Dame.
Em 1990 foi eleito IEEE Fellow e em 1993 IBM Fellow. Recebeu o Prêmio Seymour Cray de 2012, e o Prêmio Pioneiro da Computação de 2015.

## Publicações
- The Architecture of Pipelined Computers. McGraw Hill, 1981.
- The Architecture of Symbolic Computers. McGraw Hill, 1991.